# Yichang (stacja kolejowa)
Yichang (chiń. 宜昌站; pinyin Yichāng Zhàn) - stacja kolejowa w Yichang, w prowincji Hubei, w Chinach. Znajdują się tu 2 perony.